# Shūr Ḩayāt
Shūr Ḩayāt (persiska: شور حيات) är en ort i Iran.   Den ligger i provinsen Golestan, i den norra delen av landet, 300 km nordost om huvudstaden Teheran. Antalet invånare är 795.
Terrängen runt Shūr Ḩayāt är platt. Runt Shūr Ḩayāt är det ganska tätbefolkat, med 207 invånare per kvadratkilometer. Närmaste större samhälle är Gorgan, 13,1 km söder om Shūr Ḩayāt. Trakten runt Shūr Ḩayāt består till största delen av jordbruksmark.